# Hosta (Unternehmen)
Hosta (Firmenname: HOSTA – Werk für Schokolade-Spezialitäten GmbH & Co. KG) ist ein Süßwarenhersteller mit Sitz im Teilort Randenweiler der Gemeinde Stimpfach zwischen Ellwangen und Crailsheim in Ostwürttemberg. Der Name leitet sich aus den Initialen des Unternehmensgründers Hermann Opferkuch und den Buchstaben S, T und A aus dem Firmensitz Stimpfach ab. Geschäftsführerin ist Laura Opferkuch, die die Geschäftsführung im Jahr 2019 nach dem Tod von Hermann Opferkuch übernahm. Damit wird das Unternehmen in dritter Generation als Familienbetrieb geführt.

## Geschichte

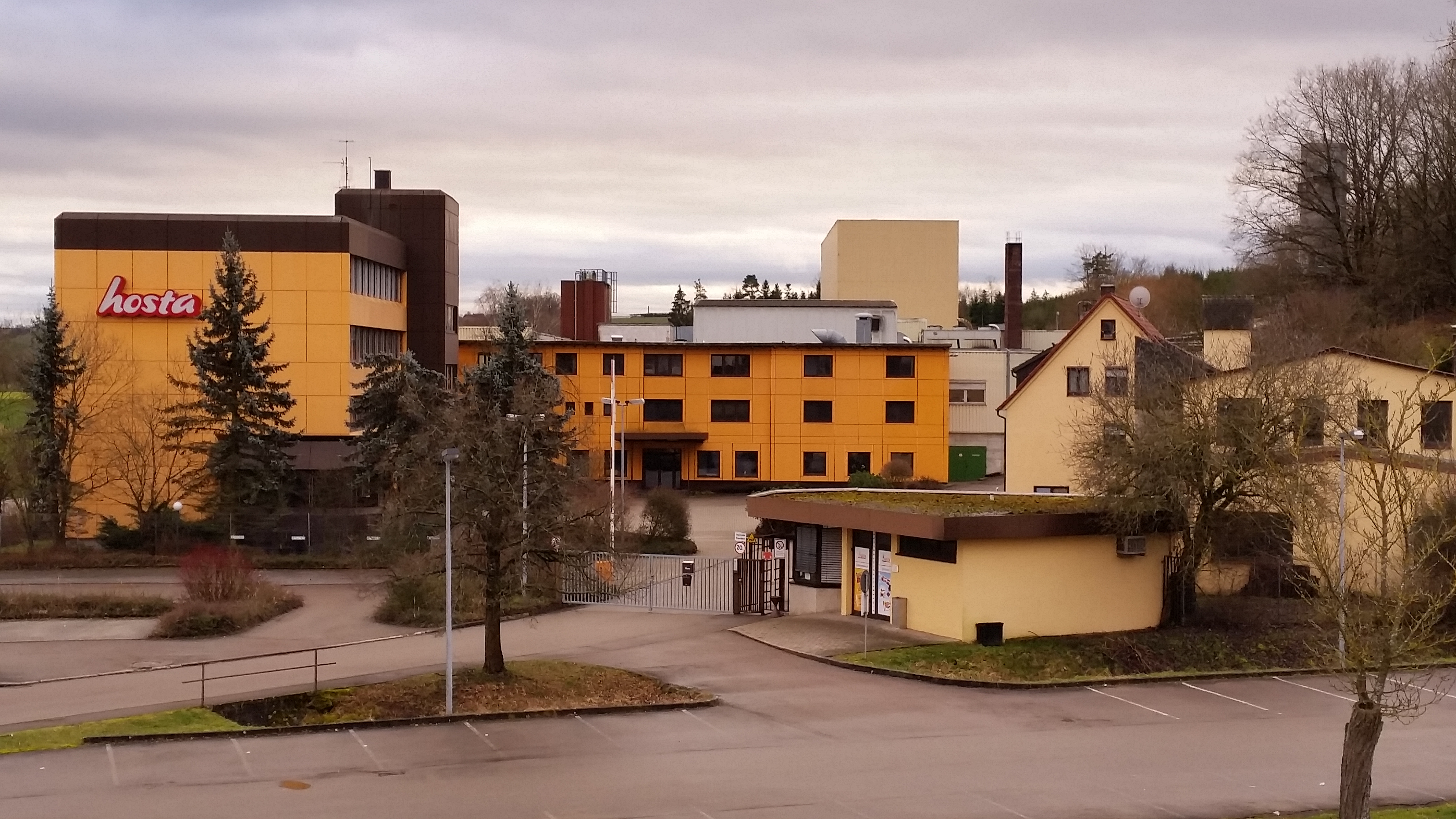
Das Hosta-Werk in Stimpfach

Das Familienunternehmen wurde 1949 von Hermann Opferkuch Senior mit der Vermarktung von O-Minz (Opferkuch-Pfefferminz-Tabletten) gegründet. Ausgeliefert wurde damals noch mit dem Rucksack auf dem Motorrad. Zwischen 1950 und 1955 wurde das Unternehmen zu einem modernen Industriebetrieb ausgebaut. Über die Jahre richtete Hosta die Produktion verstärkt auf Süßwarenspezialitäten aus, die sich durch ein auffälliges Packungsdesign auszeichnen.
1990 übernahm Hermann Opferkuch Junior, der Sohn von Hermann Opferkuch Senior, die Geschäftsleitung.

## Produkte
Zu den bekanntesten Produkten zählen:
- Mr.Tom (Erdnussriegel mit Karamell überzogen)
- Mr.Jim (Erdnussriegel mit Schokolade ummantelt, Markteinführung 2018)
- Nippon (Puffreis mit Schokolade ummantelt)
- ROMY Sommer (Kokosschokolade von April bis August verfügbar)
- ROMY Original (Kokosschokolade von September bis März verfügbar)
- Risco (karamellisierter Puffreis)
- Pic-Nic Break (Gebäck-Sticks mit Kakao-Creme zum Dippen)

## Internationale Aktivitäten
Zur Hosta-Gruppe gehören außerdem Hosta Meltis Ltd in Großbritannien, Hosta Italia Srl in Italien, Droste B.V. in den Niederlanden (seit 1997), Droste AG in der Schweiz, Wamco in Takoradi (Ghana) und Wawel S.A in Polen.